# Anolis chlorocyanus
Anolis chlorocyanus är en ödleart som beskrevs av  André Marie Constant Duméril och Bibron 1837. Anolis chlorocyanus ingår i släktet anolisar, och familjen Polychrotidae.

## Underarter
Arten delas in i följande underarter:
- A. c. chlorocyanus
- A. c. cyanostictus